# Konon Molodi

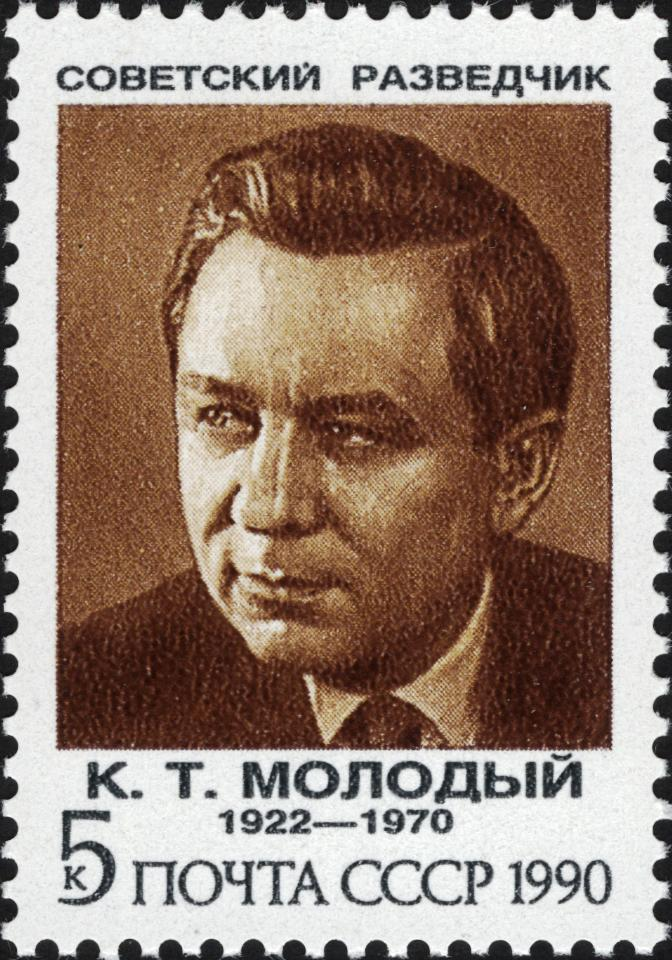
El agente de inteligencia Konon Molodi apareciendo, con su nombre verdadero, en una estampilla conmemorativa soviética de 1990.

Konon Trofímovich Molodi, en ruso: Конон Трофимович Молодый (17 de enero de 1922-9 de septiembre de 1970) fue un oficial soviético de inteligencia, más conocido en Occidente como Gordon Lonsdale (en ruso: Гордон Лонсдейл, transliterado como Gordon Lónsdeil). Fue un espía residente (rezident) ilegal (es decir, sin cobertura diplomática) durante la Guerra Fría, además de haber sido el "cerebro" detrás de la red de espionaje de Portland, Gran Bretaña.

## Primeros años
Konon Molodi nació en la capital rusa de Moscú a principios de 1922, pocos meses antes de la creación formal de la Unión Soviética. Su padre era un científico. A la edad de 10 años, en 1932 se le permitió ir a vivir con una tía soltera, en la ciudad de San Francisco, en el occidental estado de California (EE. UU.). Debido a ello, tuvo la fortuna de aprender inglés desde pequeño, idioma que le sería fundamental en su posterior carrera como espía.
Ya adulto, Molodi regresaría a la URSS para servir en el Frente Oriental durante la Segunda Guerra Mundial (llamada Gran Guerra Patria por los rusos). Después de la guerra estudió chino en la universidad y recibió entrenamiento para ser un espía. También se casó y tuvo dos hijos. 

## Actividad como agente de inteligencia
En 1954, a bordo de un buque mercante soviético que transportaba granos, Molodi partió rumbo a Canadá, donde utilizó sus documentos para hacerse pasar por (el ya supuestamente fallecido) Gordon Lonsdale. Al año siguiente fue a la capital británica de Londres, a realizar cursos en la Escuela (Facultad) de Estudios Orientales y Africanos de la London University.
Durante uno de sus varios movimientos, conocería personalmente al espía estadounidense (al servicio de la URSS) Morris Cohen (quien entonces utilizaba el seudónimo de Peter Kroger). Pronto trabarían una discreta amistad, y Molodi habría de visitarlo cuando se encontraba en Londres.
Era una persona popular, que solía organizar fiestas y que había trabado amistad con varias damas en Londres y, en general, en los lugares de Europa continental que solía frecuentar.
Molodi ingresó en el negocio de la venta de máquinas para juegos de azar (como tragamonedas) y sinfonolas (jukeboxes) y hasta goma de mascar, las cuales ofrecía en bares, clubes y cafés. Esto le daría una convincente fachada como empresario ante las autoridades británicas. Tanto sería así que Isabel II, reina británica desde 1952, había llegado a condecorar al "canadiense Gordon Lonsdale", nombrándolo "caballero", debido a sus contribuciones y "muchos progresos en el desarrollo empresarial en beneficio del Reino Unido". Naturalmente, cuando se descubrió que en realidad se trataba de un espía soviético, formal esa condecoración oficial le fue posteriormente retirada.
Su cobertura como hombre de negocios le permitiría viajar a menudo sin levantar demasiadas sospechas. Durante algunos de esos viajes aparentemente rutinarios hacia otros países del continente europeo, se cree que puede haber reclutado a otros agentes, así como establecido o seleccionado "buzones muertos", es decir, puntos relativamente remotos destinados a dejar paquetes con información confidencial, los cuales serían levantados algún tiempo después por parte de agentes "receptores".
Existe evidencia que él puede haberse reunido con su esposa en la entonces capital checoslovaca de Praga.
También estuvo a cargo de otros espías, incluyendo a Melita Norwood.

## Un hombre que provenía de ningún lado
En la capital británica de Londres, el 7 de enero de 1961, una división especial de oficiales encabezada por el superintendente (comisario) y detective George Gordon Smith procedieron al arresto de cinco personas, todos los cuales, según se descubriría más tarde, formaban parte de lo que sería denominado como "Círculo de espías de Portland" (Portland spy ring).
Uno de ellos era un supuesto y misterioso empresario canadiense, que respondía al nombre de Gordon Lonsdale.
Solía viajar a través de Europa continental, y tenía una bastante diversificada vida social. De hecho, solía organizar y brindar fiestas y se codeaba con varias señoras de la alta sociedad.
Llevado a una estación de la policía británica, Scotland Yard, Lonsdale le dijo a Smith que no diría nada, ni siquiera su nombre real o dirección.
Los servicios de inteligencia occidentales, incluyendo el MI5 británico, la Agencia Central de Inteligencia (CIA) estadounidense, y la Real Policía Montada del Canadá (Royal Canadian Mounted Police, RCMP), tuvieron que recurrir a extensas consultas para aprender algo sobre él. Todo lo que los investigadores pudieron determinar, a partir de los microfilmes encontrados en la casa de los supuestos Kroger, era que él era de origen ruso, que tenía antecedentes navales y que no se trataba del hombre que fingía ser de acuerdo a sus papeles.
Para cuando él y sus colaboradores fueron llevados a juicio el 13 de marzo de 1961, nadie sabía ni tenía certeza alguna acerca de quién era él realmente. Recién algunos años después sería revelada su verdadera identidad.

## Condena e intercambio
El "Lonsdale" que fue detenido y sometido a juicio en Londres en 1961 fue acusado de espionaje, junto con sus cómplices Harry Houghton, Ethel Gee y Peter Kroger y Helen Kroger. En particular, el gran logro de "Lonsdale" había sido conseguir que Houghton le vendiese documentos navales altamente clasificados.
Lo que sí se sabía era que el grupo había estado realizando actividades de espionaje en cercanías de una base de la Armada británica (la Royal Navy). Se llegaría a estimar que los documentos clasificados que antes habían llegado a manos de los soviéticos les permitieron ahorrar unos 1000 millones de dólares de investigación en tecnología armamentística, sobre todo relacionada con reactores nucleares para submarinos (la mayoría de los sumergibles de la URSS aún funcionaban con motores convencionales diésel, por lo que tenían poca autonomía de inmersión y, por lo tanto, perdían furtividad, factor fundamental en ese tipo de naves acuáticas).
Aún negándose a revelar su verdadera identidad, el autodenominado "Gordon Lonsdale" fue sentenciado a cumplir 25 años de cárcel.
Mientras cumplía lo que sería su corta condena en Gran Bretaña, conocería, junto a Kroger, al también británico e igualmente agente soviético George Blake (quien también cumpliría una breve sentencia, a causa de su temprana fuga de prisión).
El 22 de abril de 1964 Lonsdale / Molodi fue finalmente canjeado por el espía británico Greville Wynne, quien había sido detenido tiempo atrás por los soviéticos. Se dice que intercambio se originó a partir del contacto que habían establecido las esposas de ambos agentes. Como parte del proceso, los soviéticos admitieron que era un espía y brindaron a los británicos su nombre real, Konon Molodi.

## El verdadero Gordon Lonsdale
Un tal Gordon Arnold Lonsdale nació el 27 de agosto de 1924 en la pequeña localidad de Cobalt, provincia de Ontario, Canadá. Su padre era un minero de nombre Emmanuel Jack Lonsdale, y su madre, llamada Olga Elina Bousa, era una inmigrante finlandesa. Los Lonsdale se separaron en 1931 y un año más tarde Olga llevó a su hijo con ella, cuando regresó a su Finlandia natal.
Se presume que él murió alrededor de 1943, víctima de un homicidio, y que sus documentos (incluyendo finalmente su propia partida de nacimiento) fueron obtenidos por los soviéticos para su utilización por parte de sus agentes. Esos papeles de identificación serían invaluables a la hora de intentar "plantar" un agente "ilegal" de inteligencia de la URSS en alguna ciudad importante de Occidente, como pronto quedaría demostrado.
Existían cada vez más dudas del Lonsdale nacido en Cobalt, Canadá, en 1921 fuese la misma persona detenido en Londres en 1961: Entre otras diferencias sutiles, se determinó que el primero había sido circuncidado, a diferencia del último.

## Supuestas "memorias" y vida posterior
En 1965, un año después del regreso de Molodi a la Unión Soviética, apareció en Occidente un libro que era la aparente autobiografía de "Gordon Lonsdale" Naturalmente, contaba con el aval del régimen soviético, el cual aparentemente aún creía que podía seguir despistando a los servicios de inteligencia occidentales. Además, de no haber contado con la imprescinible aprobación oficial, ese escrito sencillamente no podría haber sido publicado. Por lo tanto, dado su origen, ese libro debe leerse con cautela. Por ejemplo, en él su escritor afirma que él había sido el Lonsdale nacido en Canadá, cuando en realidad no se trataba de esa persona. También afirma Peter y Helen Kroger, condenados como miembros de la Red de espías de Portland (Portland spy ring), eran inocentes. En realidad, se trataba de espías veteranos, como los soviéticos mismos lo confirmaron cuando finalmente los intercambiaron en 1969.
Para Molodi, la vida de regreso en la Unión Soviética sería cada vez más "gris" e infeliz, ya lejos del virtual glamour que había llegado a experimentar cuando se presentaba ante la alta sociedad británica como un típico y aparentemente despreocupado playboy.
Según George Blake, el "occidentalizado" Molodi fue particularmente crítico respecto de la mediocre y poco productiva forma en las que el comercio y la industria soviéticos eran manejados. Como resultado de ello se le dio un puesto de menor importancia y se dedicó a beber alcohol (básicamente vodka) en exceso.
Finamente, según narra la información soviética oficial, Konon Molodi murió de un paro cardíaco durante una expedición de recogida de hongos, en octubre de 1970. Tenía sólo 48 años de edad. Fue enterrado en el monasterio Donskoy de Moscú, junto a otro espía "residente" (rezident) legendario, Viliam Fisher (alias Rudolf Abel).
Durante su vida, había recibido varias medallas, incluyendo las máximas condecoraciones soviéticas, la del "Estandarte rojo" y la de la "Estrella roja". Además, había sido nombrado "miembro honorario de las fuerzas de seguridad".